# Maria Goretti (film)
Maria Goretti è un film televisivo italiano del 2003 che narra la storia di Maria Goretti, interpretata da Martina Pinto.

## Produzione
Venne girato nel 2002, durante un particolare periodo storico (tra la fine degli anni novanta e i primi anni duemiladieci) in cui Rai e Mediaset producevano costantemente miniserie e film TV basate sulle agiografie dei santi e dei papi. È coprodotto da Rai Fiction e Lux Vide con il patrocinio della Congregazione Religiosa dei Passionisti. La regia è di Giulio Base e i produttori sono Matilde e Luca Bernabei.

## Trama
Il film si apre in medias res: siamo nelle Paludi Pontine, in data 5 luglio 1902. Le forze dell'ordine irrompono in una zona dove la folla è agitatissima, e arrestano Alessandro Serenelli, un ventenne. Molte persone del luogo aggrediscono il giovane, ma i carabinieri lo salvano dal linciaggio e lo conducono in carcere. Nel frattempo Maria Goretti, una bambina di 12 anni, ferita da svariate coltellate, viene trasportata d'urgenza in ospedale; le stanno vicino la madre Assunta e un medico, il quale poi la opera. 
 Terminato l'intervento, il medico comunica ad Assunta che Maria è in gravissime condizioni ed è ancora in pericolo di vita. Il sacerdote cattolico e padre passionista, Basilio, giunge in ospedale e, entrato nella stanza di Maria, inizia a pregare per lei.
A questo punto la narrazione riprende l'ordine cronologico. In un casolare delle Paludi Pontine, detto "Cascina antica", vivono due famiglie, Goretti e Serenelli: la prima è composta dai genitori Luigi e Assunta, dalla secondogenita Maria e da altri figlioletti, mentre la seconda è composta dal padre Giovanni e dal figlio Alessandro. Si tratta di due famiglie economicamente povere e analfabete, i cui componenti lavorano come contadini nelle terre di un ricco proprietario terriero, e sono sempre a rischio di essere contagiati da malattie mortali come la malaria. 
 Maria è stata educata dalla sua famiglia a coltivare e a nutrire la fede cattolica, e lei stessa è cattolica convinta. Tutti coloro che la conoscono si stupiscono del fatto che una bambina, nonostante le misere condizioni economiche, sia così allegra, grintosa, speranzosa e sempre disponibile ad aiutare tutti. Maria, ora, è in attesa di poter fare la Prima Comunione. 
 Alessandro, invece, è un adolescente la cui crescita è condizionata dal comportamento del padre Giovanni, che è alcolista, odioso, indifferente alla religione, ingrato verso l'amico Luigi, il padre di Maria, il quale lo ha sempre aiutato nei momenti di difficoltà. Alessandro viene spesso trattato in maniera brusca e inopportuna dal padre, ma ciò che lo consola è la profonda amicizia che lo lega a Maria, nonostante la differenza di età.
Padre Basilio ha subito capito che Maria Goretti è una persona eccezionale, ma non sa che la vita della bambina verrà prematuramente spezzata.

## Distribuzione
Il film è stato trasmesso in prima visione assoluta su Rai 1 il 23 febbraio del 2003; i risultati di audience furono questi:
- Telespettatori: 9 896 000
- Share: 35,00%

Il film è stato poi distribuito anche in altri Paesi; in Italia è stato replicato da TV2000 e Rai Premium.